# Mangelia lutea
Mangelia lutea é uma espécie de gastrópode do gênero Mangelia, pertencente a família Mangeliidae.